# 宍戶站
宍戶站（日语：／ Shishido eki */?）是位於茨城縣笠間市大田町，屬於東日本旅客鐵道（JR東日本）的水戶線車站。

## 歷史
此站當初的站名太田町站（日语：／）取自於西茨城郡太田町村。在此站啟用3個月後，宍戶町成立，故站名改為宍戶站。
- 1889年（明治22年）
  - 1月16日：太田町站啟用。
  - 5月25日：車站改名為宍戶站。
- 1892年（明治25年）3月1日：路線轉讓給日本鐵道。
- 1906年（明治39年）11月1日：路線國有化（日语：鉄道国有法）。
- 1909年（明治42年）10月12日：制定路線名稱，成為水戶線車站。
- 1961年（昭和36年）：結束貨物起卸業務。
- 1987年（昭和62年）4月1日：伴隨國鐵分割民營化，車站由東日本旅客鐵道（JR東日本）營運。
- 2001年（平成13年）11月18日：此站可以開始使用IC卡Suica[1]。
- 2009年（平成21年）3月14日：引入發車音樂。上行（下館、小山方向）使用「Water Crown（日语：Water Crown）」，下行（友部、水戶方向）使用「Gota del Vient（日语：Gota del Vient）」。
- 2019年（平成31年）
  - 3月16日：成為無人車站。
  - 4月8日：成為簡易委託車站，委托笠間市售賣車票。

## 車站構造

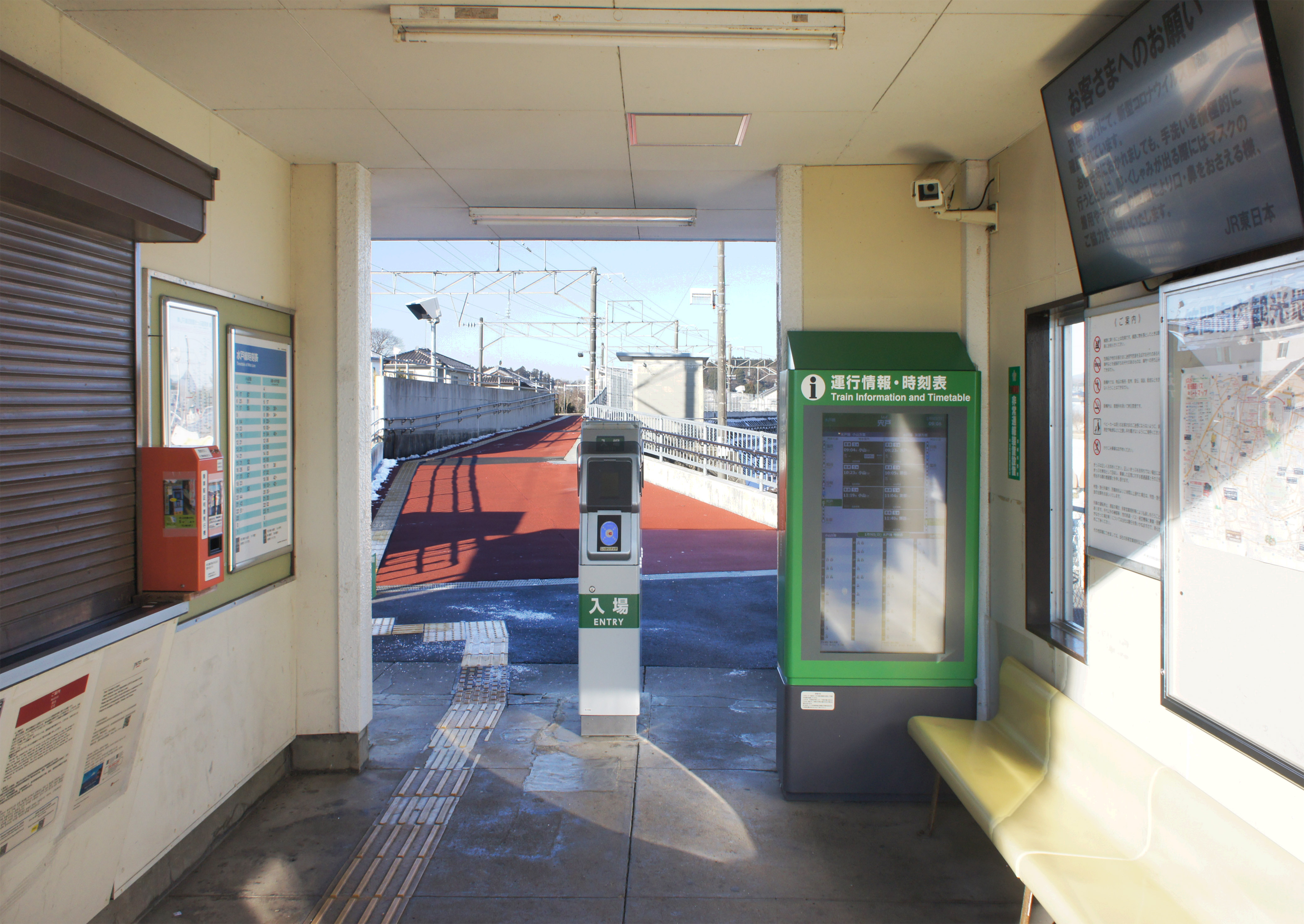
驗票口（2022年1月）

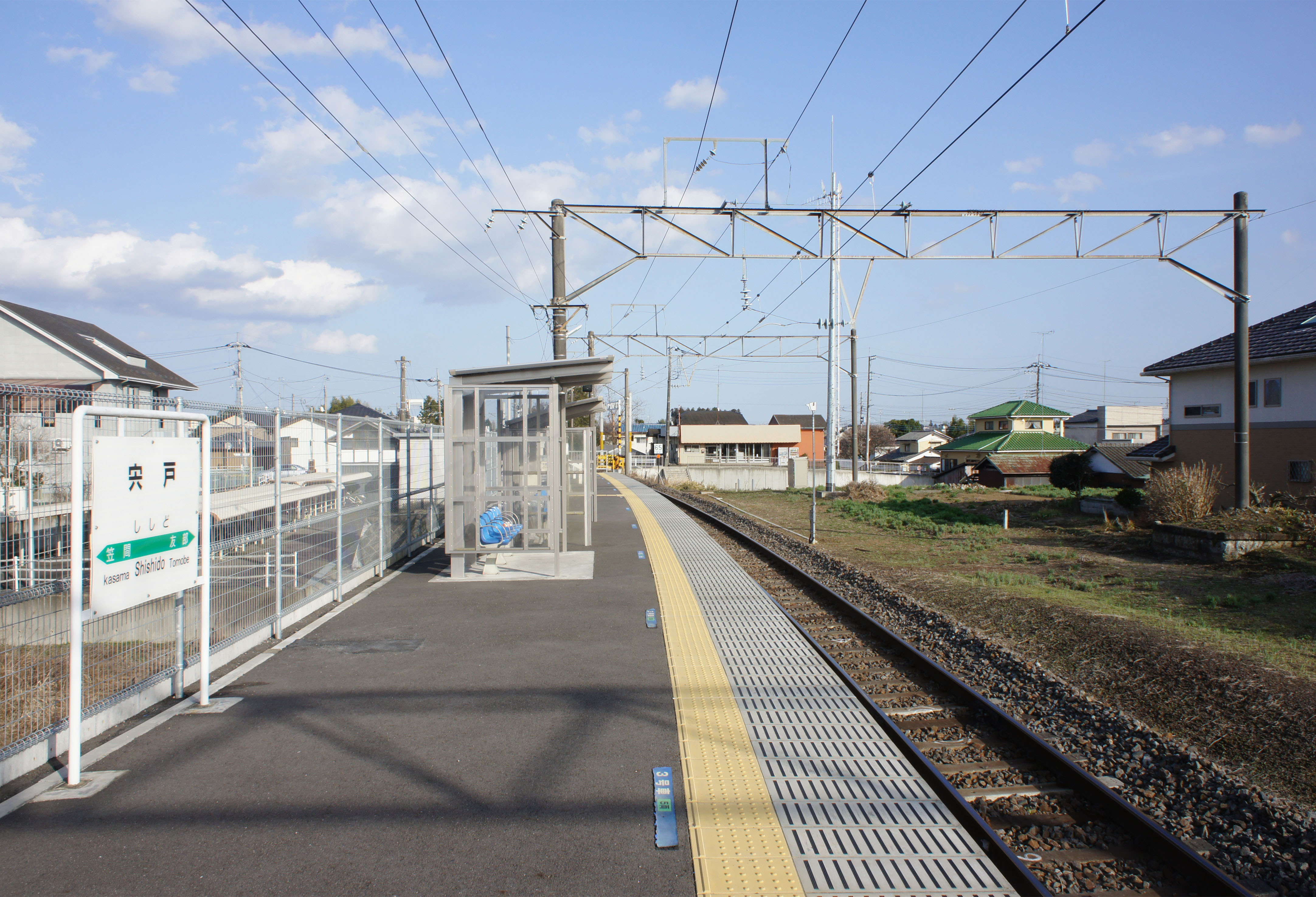
月台（2022年1月）

此站是設有1面1線單式月台的地面車站，月台則建設於彎道上。此站是由友部站管理的簡易委託車站。站內設有簡易Suica閘機，並引入發車音樂。

## 在此站行走的運行形態
- 上行（下館、結城、小山方向）和下行（岩瀨、笠間、友部方向）列車，日間各方向大約1小時1班普通列車停靠。
- 在早上和黃昏設有列車從友部直通至常磐線（水戶、勝田方向）[2]。

## 使用狀況
根據「JR東日本」的資料，在2019年度（令和元年度）1日平均乘車人次為336人。
以下為近年乘車人次變化列表：
| 乘車人次變化       | 乘車人次變化     | 乘車人次變化    |
| 年度               | 1日平均 乘車人次 | 參考資料        |
| ------------------ | ---------------- | --------------- |
| 2000年（平成12年） | 686              | [ 利用客数 2 ]  |
| 2001年（平成13年） | 643              | [ 利用客数 3 ]  |
| 2002年（平成14年） | 621              | [ 利用客数 4 ]  |
| 2003年（平成15年） | 599              | [ 利用客数 5 ]  |
| 2004年（平成16年） | 582              | [ 利用客数 6 ]  |
| 2005年（平成17年） | 585              | [ 利用客数 7 ]  |
| 2006年（平成18年） | 567              | [ 利用客数 8 ]  |
| 2007年（平成19年） | 529              | [ 利用客数 9 ]  |
| 2008年（平成20年） | 522              | [ 利用客数 10 ] |
| 2009年（平成21年） | 513              | [ 利用客数 11 ] |
| 2010年（平成22年） | 501              | [ 利用客数 12 ] |
| 2011年（平成23年） | 458              | [ 利用客数 13 ] |
| 2012年（平成24年） | 443              | [ 利用客数 14 ] |
| 2013年（平成25年） | 454              | [ 利用客数 15 ] |
| 2014年（平成26年） | 411              | [ 利用客数 16 ] |
| 2015年（平成27年） | 412              | [ 利用客数 17 ] |
| 2016年（平成28年） | 391              | [ 利用客数 18 ] |
| 2017年（平成29年） | 404              | [ 利用客数 19 ] |
| 2018年（平成30年） | 沒有公開         |                 |
| 2019年（令和元年） | 336              | [ 利用客数 1 ]  |

## 車站周邊
站前設有空地和住宅區。
此站最接近友部高校，在早上和黃昏上下學時段設有學生乘客使用。
在2011年，笠間市於車站外設有公廁。
- 市營宍戶站單車停泊處
- 國道355號（日语：国道355号）
- 北關東自動車道 友部交流道
- 茨城縣立友部高等學校（日语：茨城県立友部高等学校）
- 北山公園
- 茨城縣教育研修中心
- 宍戶郵局

## 相鄰車站
東日本旅客鉄道（JR東日本）
■水戶線 
笠間－宍戶－友部

## 注腳

### 使用狀況
1. 1 2  . 東日本旅客鐵道.   [2020-07-12]. （原始内容存档于2020-07-14） （日语）.
2. ↑  . 東日本旅客鐵道.   [2019-03-10]. （原始内容存档于2019-04-02） （日语）.
3. ↑  . 東日本旅客鐵道.   [2019-03-10]. （原始内容存档于2019-02-22） （日语）.
4. ↑  . 東日本旅客鐵道.   [2019-03-10]. （原始内容存档于2019-04-02） （日语）.
5. ↑  . 東日本旅客鐵道.   [2019-03-10]. （原始内容存档于2019-03-27） （日语）.
6. ↑  . 東日本旅客鐵道.   [2019-03-10]. （原始内容存档于2019-02-23） （日语）.
7. ↑  . 東日本旅客鐵道.   [2019-03-10]. （原始内容存档于2019-04-02） （日语）.
8. ↑  . 東日本旅客鐵道.   [2019-03-10]. （原始内容存档于2019-04-02） （日语）.
9. ↑  . 東日本旅客鐵道.   [2019-03-10]. （原始内容存档于2019-04-02） （日语）.
10. ↑  . 東日本旅客鐵道.   [2019-03-10]. （原始内容存档于2019-02-22） （日语）.
11. ↑  . 東日本旅客鐵道.   [2019-03-10]. （原始内容存档于2019-04-02） （日语）.
12. ↑  . 東日本旅客鐵道.   [2019-03-10]. （原始内容存档于2019-04-02） （日语）.
13. ↑  . 東日本旅客鐵道.   [2019-03-10]. （原始内容存档于2019-04-02） （日语）.
14. ↑  . 東日本旅客鐵道.   [2019-03-10]. （原始内容存档于2019-04-02） （日语）.
15. ↑  . 東日本旅客鐵道.   [2019-03-10]. （原始内容存档于2017-02-08） （日语）.
16. ↑  . 東日本旅客鐵道.   [2019-03-10]. （原始内容存档于2019-04-02） （日语）.
17. ↑  . 東日本旅客鐵道.   [2019-03-10]. （原始内容存档于2019-03-23） （日语）.
18. ↑  . 東日本旅客鐵道.   [2019-03-10]. （原始内容存档于2019-03-27） （日语）.
19. ↑  . 東日本旅客鐵道.   [2019-03-10]. （原始内容存档于2019-03-25） （日语）.

## 外部連結
- 車站資訊（宍戶）：東日本旅客鐵道（日語）